# タンポポ (GReeeeNの曲)
「タンポポ」は、GReeeeNによる楽曲である。2015年3月4日に、ZEN MUSICより、配信限定でリリースされた。
新曲3週連続リリースの第3弾としてリリースされた。

## 解説
- 2015年2月18日 - 3月4日の新曲3週連続配信リリースの第3弾としてリリースされた[1]。
- GReeeeNの配信曲は、『ビリーヴ』以来となる。
- 日成アドバンス企業CM書下ろしソング